# Vardan Ghazaryan
Vardan Ghazaryan (in armeno: [Վարտան Ղազարյան]; Armenia, 1º dicembre 1969) è un allenatore di calcio ed ex calciatore armeno naturalizzato libanese, di ruolo attaccante.

## Carriera

### Giocatore

#### Club
Ghazaryan iniziò la sua carriera nel 1989 in Armenia, allo Spartak Oktemberyan, prima di trasferirsi al FK Kapan e poi al Syunik Kapan, rispettivamente nel 1990 e nel 1991. Nel 1992 si trasferì in Libano, unendosi al Homenetmen Beirut. Rimase lì per sette anni prima di trasferirsi al Sagesse nel 1999. Rimase lì tre anni, prima di tornare al Homenetmen nel 2002. Ghazaryan poi si trasferì nuovamente al Sagesse, nel 2005, prima di ritirarsi nel 2009 all'età di 39 anni.
Il suo primo gol nella Prima Divisione libanese arrivatò il 23 gennaio 1993, quando segnò il secondo gol per l'Homentmen contro il Tadamon Sour al 54º minuto.
Il 16 novembre 2008, durante il 6º round della lega, all'età di 39 anni, Ghazaryan segnatò il suo 130º gol nella Prima Divisione contro il Tadamon Sour, diventando il capocannoniere più alto nella storia del calcio libanese. Tuttavia, alcuni non riconoscono i suoi 12 gol segnati nella stagione 2000–01, che è stata annullata. Tuttavia, il suo rimanente conteggio è pari al totale di 118 gol di Fadi Alloush.

#### Nazionale
Ghazaryan arrivò in Libano nel 1992 e ne ricevette la cittadinanza nel 1994. Esordì per la nazionale libanese nel 1995, e divenne il capocannoniere della nazionale, segnando un totale di 19 gol in 39 presenze (quattro nelle qualificazioni ai Mondiali, tre nelle qualificazioni alla Coppa asiatica e dodici nelle amichevoli). Il suo record fu successivamente infranto da Roda Antar nel 2015, che segnò il suo ventesimo gol nella partita di qualificazione della Coppa del Mondo FIFA 2018 contro la nazionale laotiana.

### Allenatore
Nel 2009, poco dopo il suo ritiro dal calcio giocato, ritorna nella sua città nativa dove allenò un club armeno per sei mesi. Il 1º gennaio 2017 venne nominato allenatore del Tripoli. Dopo sei mesi come nuovo tecnico del Tripoli, venne esonerato.

## Statistiche

### Cronologia presenze in nazionale
| Cronologia completa delle presenze e delle reti in nazionale ― Libano | Cronologia completa delle presenze e delle reti in nazionale ― Libano | Cronologia completa delle presenze e delle reti in nazionale ― Libano | Cronologia completa delle presenze e delle reti in nazionale ― Libano | Cronologia completa delle presenze e delle reti in nazionale ― Libano | Cronologia completa delle presenze e delle reti in nazionale ― Libano | Cronologia completa delle presenze e delle reti in nazionale ― Libano | Cronologia completa delle presenze e delle reti in nazionale ― Libano |
| Data                                                                  | Città                                                                 | In casa                                                               | Risultato                                                             | Ospiti                                                                | Competizione                                                          | Reti                                                                  | Note                                                                  |
| --------------------------------------------------------------------- | --------------------------------------------------------------------- | --------------------------------------------------------------------- | --------------------------------------------------------------------- | --------------------------------------------------------------------- | --------------------------------------------------------------------- | --------------------------------------------------------------------- | --------------------------------------------------------------------- |
| 6-12-1995                                                             | Beirut                                                                | Libano                                                                | 2 – 1                                                                 | Slovacchia                                                            | Amichevole                                                            | -                                                                     |                                                                       |
| 16-1-1996                                                             | Beirut                                                                | Libano                                                                | 1 – 0                                                                 | Cipro                                                                 | Amichevole                                                            | 1                                                                     |                                                                       |
| 11-2-1996                                                             | Beirut                                                                | Libano                                                                | 1 – 0                                                                 | Ecuador                                                               | Amichevole                                                            | 1                                                                     |                                                                       |
| 12-5-1996                                                             | Beirut                                                                | Libano                                                                | 3 – 1                                                                 | Turkmenistan                                                          | Qual. Coppa d'Asia 1996                                               | -                                                                     |                                                                       |
| 26-5-1996                                                             | Ashgabat                                                              | Turkmenistan                                                          | 0 – 1                                                                 | Libano                                                                | Qual. Coppa d'Asia 1996                                               | 1                                                                     |                                                                       |
| 9-6-1996                                                              | Beirut                                                                | Libano                                                                | 3 – 5                                                                 | Kuwait                                                                | Qual. Coppa d'Asia 1996                                               | 2                                                                     |                                                                       |
| 5-9-1996                                                              | Beirut                                                                | Libano                                                                | 1 – 0                                                                 | Oman                                                                  | Amichevole                                                            | 1                                                                     |                                                                       |
| 8-9-1996                                                              | Beirut                                                                | Libano                                                                | 1 – 0                                                                 | Oman                                                                  | Amichevole                                                            | 2                                                                     |                                                                       |
| 9-10-1996                                                             | Beirut                                                                | Libano                                                                | 1 – 0                                                                 | Nuova Zelanda                                                         | Amichevole                                                            | 1                                                                     |                                                                       |
| 13-11-1996                                                            | Beirut                                                                | Libano                                                                | 1 – 0                                                                 | Iran                                                                  | Amichevole                                                            | -                                                                     |                                                                       |
| 5-12-1996                                                             | Beirut                                                                | Libano                                                                | 1 – 0                                                                 | Georgia                                                               | Amichevole                                                            | 2                                                                     |                                                                       |
| 8-12-1996                                                             | Beirut                                                                | Libano                                                                | 1 – 0                                                                 | Georgia                                                               | Amichevole                                                            | -                                                                     |                                                                       |
| 12-1-1997                                                             | Beirut                                                                | Libano                                                                | 1 – 0                                                                 | Algeria                                                               | Amichevole                                                            | 1                                                                     |                                                                       |
| 26-1-1997                                                             | Beirut                                                                | Libano                                                                | 1 – 0                                                                 | Estonia                                                               | Amichevole                                                            | -                                                                     |                                                                       |
| 19-3-1997                                                             | Abu Dhabi                                                             | Emirati Arabi Uniti                                                   | 1 – 0                                                                 | Libano                                                                | Amichevole                                                            | 1                                                                     |                                                                       |
| 13-4-1997                                                             | Beirut                                                                | Libano                                                                | 1 – 1                                                                 | Singapore                                                             | Qual. Mondiali 1998                                                   | -                                                                     |                                                                       |
| 27-4-1997                                                             | Beirut                                                                | Libano                                                                | 2 – 0                                                                 | Libia                                                                 | Amichevole                                                            | 1                                                                     |                                                                       |
| 24-5-1997                                                             | Singapore                                                             | Singapore                                                             | 2 – 1                                                                 | Libano                                                                | Qual. Mondiali 1998                                                   | -                                                                     |                                                                       |
| 22-6-1997                                                             | Beirut                                                                | Libano                                                                | 1 – 3                                                                 | Kuwait                                                                | Qual. Mondiali 1998                                                   | -                                                                     |                                                                       |
| 23-9-1998                                                             | Doha                                                                  | Algeria                                                               | 0 – 0                                                                 | Libano                                                                | Coppa araba 1998                                                      | -                                                                     |                                                                       |
| 27-9-1998                                                             | Doha                                                                  | Arabia Saudita                                                        | 4 – 1                                                                 | Libano                                                                | Coppa araba 1998                                                      | -                                                                     |                                                                       |
| 8-12-1998                                                             | Bangkok                                                               | Qatar                                                                 | 0 – 1                                                                 | Libano                                                                | Giochi asiatici 1998                                                  | -                                                                     |                                                                       |
| 10-12-1998                                                            | Bangkok                                                               | Thailandia                                                            | 0 – 1                                                                 | Libano                                                                | Giochi asiatici 1998                                                  | -                                                                     |                                                                       |
| 12-12-1998                                                            | Bangkok                                                               | Kazakistan                                                            | 3 – 0                                                                 | Libano                                                                | Giochi asiatici 1998                                                  | -                                                                     |                                                                       |
| 20-8-1999                                                             | Amman                                                                 | Libano                                                                | 2 – 0                                                                 | Emirati Arabi Uniti                                                   | Giochi panarabi 1999                                                  | -                                                                     |                                                                       |
| 24-11-1999                                                            | Beirut                                                                | Libano                                                                | 0 – 0                                                                 | Malta                                                                 | Amichevole                                                            | -                                                                     |                                                                       |
| 15-12-1999                                                            | La Valletta                                                           | Malta                                                                 | 1 – 0                                                                 | Libano                                                                | Amichevole                                                            | -                                                                     |                                                                       |
| 23-2-2000                                                             | Tripoli                                                               | Libano                                                                | 1 – 1                                                                 | Giordania                                                             | Amichevole                                                            | 1                                                                     |                                                                       |
| 8-3-2000                                                              | Amman                                                                 | Giordania                                                             | 1 – 1                                                                 | Libano                                                                | Amichevole                                                            | -                                                                     |                                                                       |
| 23-5-2000                                                             | Amman                                                                 | Iraq                                                                  | 1 – 2                                                                 | Libano                                                                | Campionato Asia occ. 2000                                             | -                                                                     |                                                                       |
| 5-8-2000                                                              | Bekaa                                                                 | Libano                                                                | 3 – 1                                                                 | Oman                                                                  | Amichevole                                                            | -                                                                     |                                                                       |
| 12-10-2000                                                            | Beirut                                                                | Libano                                                                | 0 – 4                                                                 | Iran                                                                  | Coppa d'Asia 2000 - 1º turno                                          | -                                                                     |                                                                       |
| 18-10-2000                                                            | Beirut                                                                | Libano                                                                | 1 – 1                                                                 | Thailandia                                                            | Coppa d'Asia 2000 - 1º turno                                          | -                                                                     |                                                                       |
| 13-5-2001                                                             | Beirut                                                                | Libano                                                                | 6 – 0                                                                 | Pakistan                                                              | Qual. Coppa d'Asia 2001                                               | -                                                                     |                                                                       |
| 15-5-2001                                                             | Beirut                                                                | Libano                                                                | 4 – 0                                                                 | Sri Lanka                                                             | Qual. Coppa d'Asia 2001                                               | -                                                                     |                                                                       |
| 17-5-2001                                                             | Beirut                                                                | Libano                                                                | 1 – 2                                                                 | Thailandia                                                            | Qual. Coppa d'Asia 2001                                               | -                                                                     |                                                                       |
| 26-5-2001                                                             | Bangkok                                                               | Libano                                                                | 8 – 1                                                                 | Pakistan                                                              | Qual. Coppa d'Asia 2001                                               | 2                                                                     |                                                                       |
| 28-5-2001                                                             | Bangkok                                                               | Libano                                                                | 5 – 0                                                                 | Sri Lanka                                                             | Qual. Coppa d'Asia 2001                                               | 1                                                                     |                                                                       |
| 30-5-2001                                                             | Bangkok                                                               | Libano                                                                | 2 – 2                                                                 | Thailandia                                                            | Qual. Coppa d'Asia 2001                                               | 1                                                                     |                                                                       |
| Totale                                                                |                                                                       | Presenze                                                              | 39                                                                    |                                                                       | Reti                                                                  | 19                                                                    |                                                                       |